# Гаррісон (Міннесота)
Гаррісон (англ. Garrison) — місто (англ. city) в США, в окрузі Кроу-Вінг штату Міннесота. Населення — 194 особи (2020).

## Географія
Гаррісон розташований за координатами 46°18′0″ пн. ш. 93°49′27″ зх. д. / 46.30000° пн. ш. 93.82417° зх. д. (46.299988, -93.824089).  За даними Бюро перепису населення США в 2010 році місто мало площу 2,84 км², з яких 2,84 км² — суходіл та 0,00 км² — водойми.

## Демографія
Згідно з переписом 2010 року, у місті мешкало 210 осіб у 107 домогосподарствах у складі 51 родини. Густота населення становила 74 особи/км².  Було 184 помешкання (65/км²).
Расовий склад населення:
| - 96,7 % — білих - 0,5 % — корінних американців |

До двох чи більше рас належало 2,9 %. Частка іспаномовних становила 1,4 % від усіх жителів.
За віковим діапазоном населення розподілялося таким чином: 11,9 % — особи молодші 18 років, 60,0 % — особи у віці 18—64 років, 28,1 % — особи у віці 65 років та старші. Медіана віку мешканця становила 49,8 року. На 100 осіб жіночої статі у місті припадало 94,4 чоловіків;  на 100 жінок у віці від 18 років та старших — 96,8 чоловіків також старших 18 років.
Середній дохід на одне домашнє господарство  становив 44 147 доларів США (медіана — 40 625), а середній дохід на одну сім'ю — 52 849 доларів (медіана — 49 519). За межею бідності перебувало 6,7 % осіб, у тому числі 14,8 % дітей у віці до 18 років та 4,9 % осіб у віці 65 років та старших.
Цивільне працевлаштоване населення становило 100 осіб. Основні галузі зайнятості: роздрібна торгівля — 22,0 %, мистецтво, розваги та відпочинок — 22,0 %, освіта, охорона здоров'я та соціальна допомога — 15,0 %, будівництво — 9,0 %.